# Джиммі Конрад
Джеймс «Джиммі» Конрад (англ. James "Jimmy" Conrad, нар. 12 лютого 1977, Аркадія, США) — колишній американський футболіст, що грав на позиції захисника.
Виступав, зокрема, за клуб «Канзас-Сіті Візердз», а також національну збірну США.
У складі збірної — володар Золотого кубка КОНКАКАФ.

## Клубна кар'єра
У дорослому футболі дебютував 1998 року виступами за команду клубу «Сан-Дієго Флеш», в якій того року взяв участь у 25 матчах чемпіонату.
Згодом з 1999 по 2002 рік грав у складі команд клубів «Сан-Хосе Ерсквейкс», «Лех» та знову «Сан-Хосе Ерсквейкс».
Своєю грою за останню команду привернув увагу представників тренерського штабу клубу «Канзас-Сіті Візердз», до складу якого приєднався 2003 року. Відіграв за команду з Канзас-Сіті наступні сім сезонів своєї ігрової кар'єри. Більшість часу, проведеного у складі «Канзас-Сіті Візердз», був основним гравцем захисту команди.
Завершив професійну ігрову кар'єру у клубі «Чівас США», за команду якого виступав 2011 року.

## Виступи за збірну
2005 року дебютував в офіційних матчах у складі національної збірної США. Протягом кар'єри у національній команді, яка тривала 6 років, провів у формі головної команди країни 28 матчів, забивши 1 гол.
У складі збірної був учасником розіграшу Золотого кубка КОНКАКАФ 2005 року у США, на якому команда здобула перемогу, чемпіонату світу 2006 року у Німеччині, розіграшу Кубка Америки 2007 року у Венесуелі, розіграшу Золотого кубка КОНКАКАФ 2009 року у США, де разом з командою здобув «срібло».

## Досягнення
- Володар Золотого кубка КОНКАКАФ: 2005
- Срібний призер Золотого кубка КОНКАКАФ: 2009